# Odile Renaud-Basso
Pour les articles homonymes, voir Renaud (homonymie) et Basso.
Odile Renaud-Basso, née le 2 juin 1965, est une haute fonctionnaire française, présidente de la Banque européenne pour la reconstruction et le développement.

## Biographie
Née d'un père ingénieur et d'une mère professeure de lettres classiques, Odile Renaud-Basso est diplômée de l'Institut d'études politiques de Paris en 1987 (section service public), de l'École nationale d'administration en 1990 (promotion Jean Monnet) et de la Harvard Kennedy School (programme « Senior management in government ») en 1993.

### Carrière
Après ses études, elle devient auditrice à la Cour des comptes entre 1990 et 1994.
De 1994 à 2005, elle exerce plusieurs fonctions au sein de la direction générale du Trésor où elle traite notamment des questions de multilatéralisme, de développement et de régulation financière :
- adjointe au chef du bureau Afrique-Zone Franc (1994-1996)
- secrétaire générale du club de Paris, chef du bureau chargé de la dette et de l’assurance-crédit (1996-1999)
- chef du bureau du financement des PME (1999-2001)
- sous-directrice chargée des affaires européennes et multilatérales (2001-2003)
- chef du service du financement de l’économie (2003-2004)
- chef du service international (2004-2005)

Elle passe ensuite sept années à la Commission européenne ; de 2005 à 2010, elle est directrice des affaires économiques et financières (DG Ecfin), période pendant laquelle elle a préparé et suivi toutes les négociations sur les questions monétaires et financières et la gestion de la crise financière de 2008-2009. De 2010 à 2012, elle devient chef de cabinet adjoint du président du Conseil européen, Herman Van Rompuy, chargée en particulier de la gestion de la crise de la zone euro.
De mai 2012 à septembre 2013, elle est directrice adjointe du cabinet du Jean-Marc Ayrault, alors Premier ministre, chargée des dossiers économiques et sociaux (politique macro-économique, budgétaire et fiscale, énergie, logement, infrastructures, développement durable, secteur financier).
En septembre 2013, Odile Renaud-Basso devient directrice générale adjointe de la Caisse des dépôts et consignations chargée de la gestion des fonds d’épargne, ceux qui centralisent une partie de l’épargne des français (livret A, livret développement durable et livret d’épargne populaire) et permettent notamment le financement du logement social et de l’investissement de long terme des collectivités locales. En avril 2014, à la suite de la nomination de Jean-Pierre Jouyet comme secrétaire général de l'Élysée, elle assure en intérim le poste de directrice de la Caisse des dépôts et consignations . Son intérim prendra fin le mois suivant avec la nomination de Pierre-René Lemas.
En juin 2016, elle est la première femme à être nommée directrice générale du Trésor. À ce titre, elle suit l’ensemble des dossiers économiques et financiers sur les plans national, européen et international ainsi que les questions commerciales et financières multilatérales et d’aide publique au développement. Elle est remplacée par Emmanuel Moulin à compter du 2 novembre 2020.
En octobre 2020, Odile Renaud-Basso est élue à la présidence de la Banque européenne pour la reconstruction et le développement,. Elle est la première femme à être élue à ce poste.
Elle est membre du conseil d'administration du club Le Siècle pour le mandat 2020-2023.

### Vie privée
Mariée en 1995 à Olivier Basso, un normalien en philosophie diplômé d'HEC, elle est mère de quatre enfants.

## Distinctions
- Chevalière de la Légion d'honneur (30 décembre 2016)[16]
- Officière de l'ordre national du Mérite (25 novembre 2021)[17], chevalière du 16 mai 2008[18]